# Plaça de Bolívar

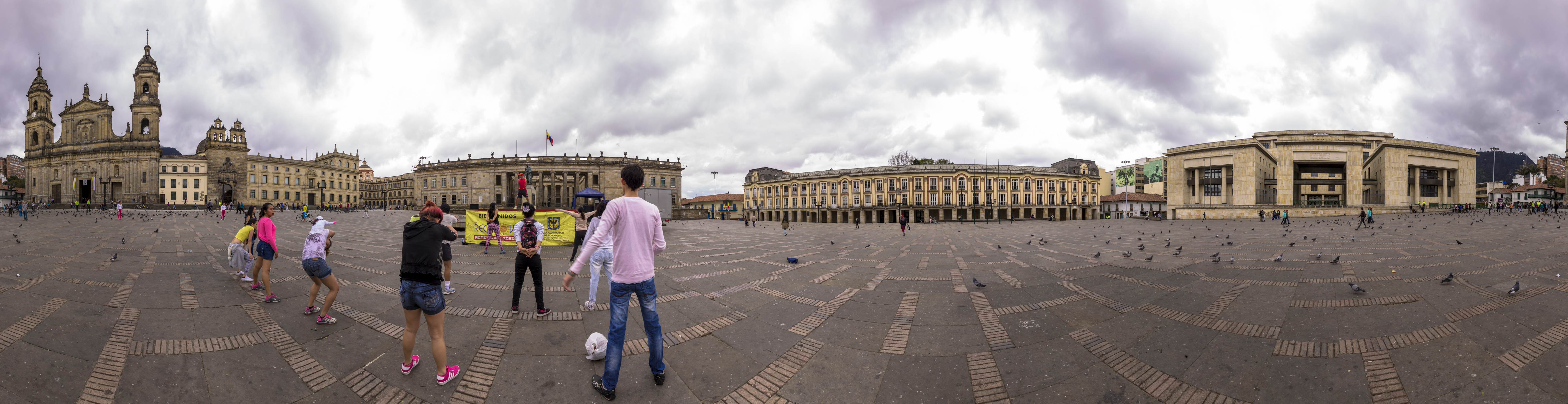
Panoràmica Plaça de Bolívar 2016

La Plaça de Bolívar és la plaça principal de la ciutat de Bogotà, Colòmbia, situada al centre de la ciutat, entre les carreras 7a. i 8a. amb els carrers 10a. i 11.ª. Al seu al voltant es troben alguns dels principals edificis de la ciutat: al nord el Palau de Justícia, al sud el Capitoli Nacional, a l'orient la Catedral Primada de Colòmbia, la Casa del Cabildo Eclesiàstic, la Capella del Sagrari i el Palau Arquebisbal i a l'occident el Palau Liévano, seu de l'Alcaldia Major de Bogotà, i al suroriente el Col·legi Major de Sant Bartolomé dels jesuïtes. Va ser declarada Monument Nacional de Colòmbia el 1995.
Segons la Universitat dels Andes, la Plaça de Bolívar té 13.903 metres quadrats (incloses els carrers del seu al voltant) i una capacitat màxima de 55.612 persones.

## Història
Als seus començaments, la plaça estaba envoltada de cases colonials i era la seu del mercat. Va ser traçada pels primers colonitzadors espanyols i posseïa al centre una columna en fusta que complia la funció de rotllo o picota de càstigs, que representava el poder del rei d'Espanya. La picota va presidir la plaça fins a 1583, quan el oidor Alonso Pérez de Salazar va sol·licitar el seu reemplaçament per una petita font pública per proveir d'aigua a la ciutat. En 1681 es va canviar per una altra font coneguda entre els seus habitants com el "mico de la pila" i que actualment es troba en el Museu d'Art Colonial. L'única construcció que es conserva de l'època colonial és la Capella del Sagrari.
Després de la independència, es va començar a denominar Plaça de la Constitució, nom oficial des de 1821, encara que algunes referències històriques indiquen que el nom de Plaça Major va seguir sent d'ús quotidià entre els seus habitants.

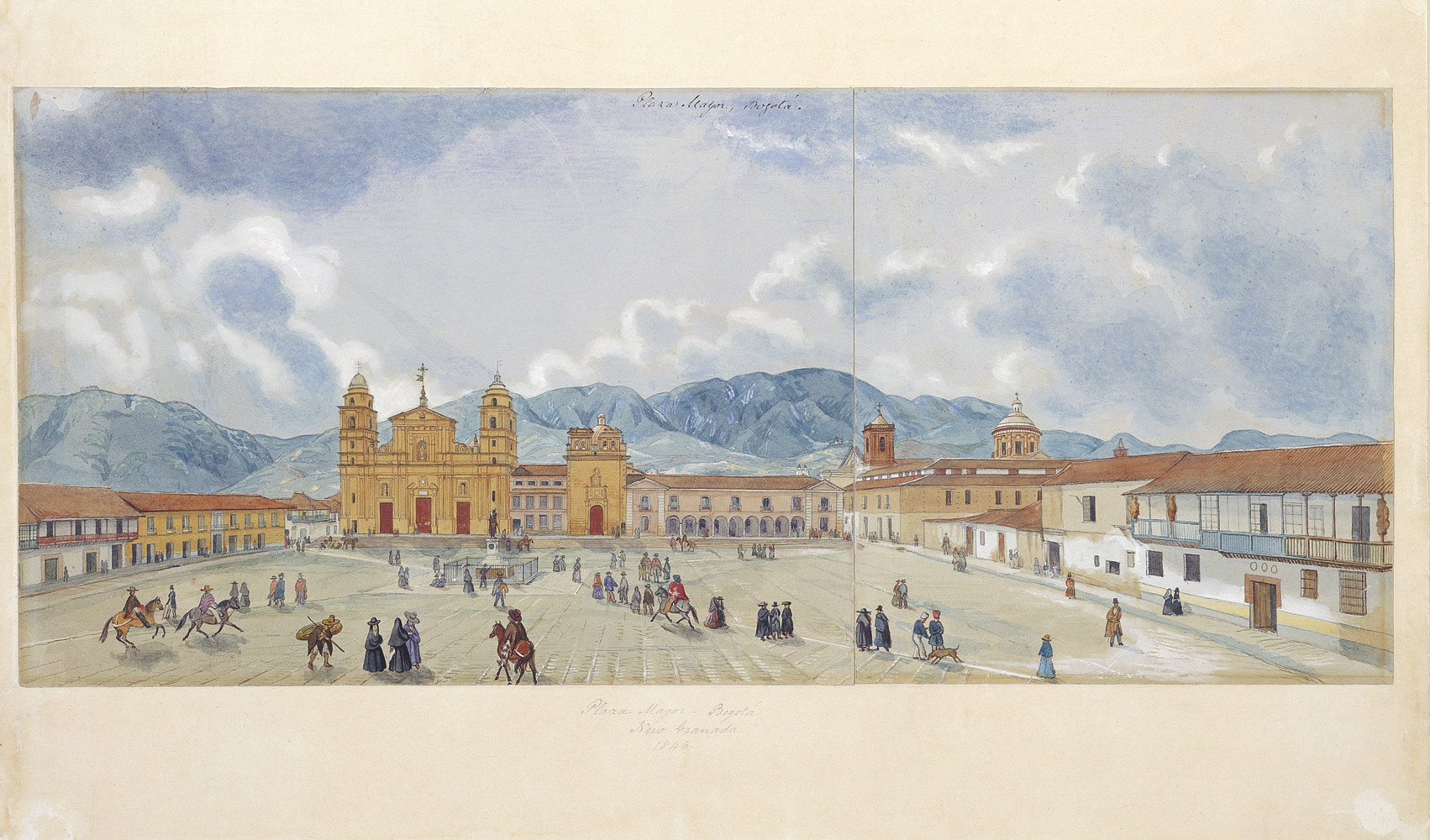
La Plaça Major de Bogotà en 1846, aquarel·la d'Edward Mark.

El 20 de juliol de 1846, es va situar al centre de la plaça d'una estàtua de bronze del general Simón Bolívar donada per José Ignacio París, qui va encarregar el seu disseny i fosa a l'escultor genovés Pietro Tenerani. La plaça va ser batejada amb el nom del Libertador en commemoració del centenari del seu naixement.
En 1861 es va suspendre el mercat i les festes de toros a la plaça. En 1880 es va instal·lar un nou pedestal per a l'estàtua de Simón Bolívar i es va girar, canviant la seva orientació original que mirava cap a l'orient (Catedral) per quedar mirant cap al costat nord de la plaça (Palau de Justícia). A l'any següent, el ministre d'instrucció pública Ricardo Becerra va manar instal·lar un jardí de tall anglès al voltant de l'estàtua de Bolívar envoltada amb una reixa de ferro, la qual va ser retirada en 1919.
En 1927 es van instal·lar quatre piles amb fonts d'aigua i es va posar un pedestal més alt per a l'estàtua de Bolívar al centre de la plaça.. La inauguració de la nova Plaça de Bolívar es va realitzar el 16 de juliol de 1961 pel president Alberto Lleras Camargo.

## Entorn

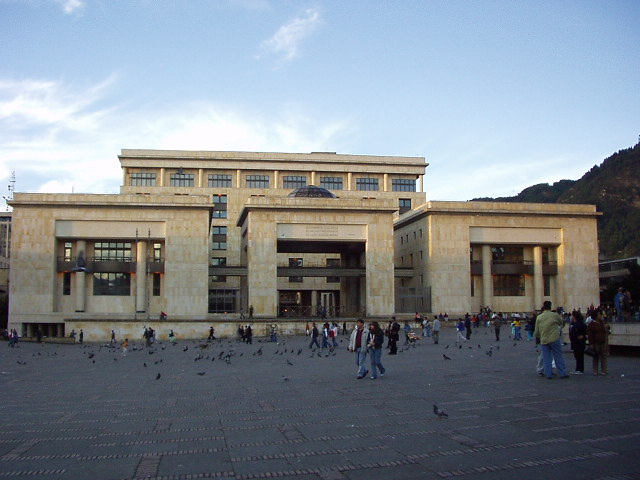
Palau de Justícia.

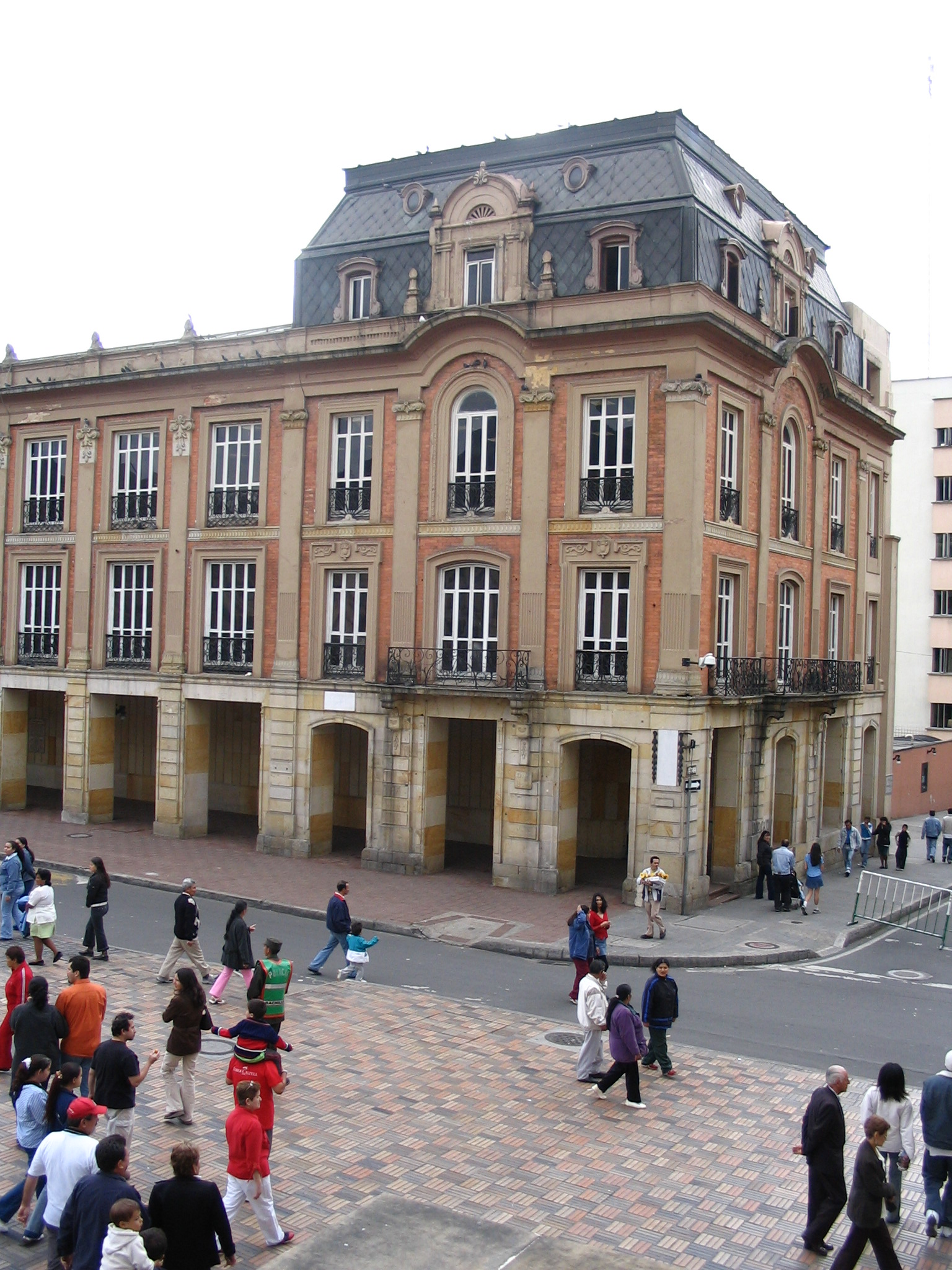
Palacio Liévano, seu de l'Alcaldia Major de Bogotà.

Sobre la cara nord de la plaça es troba el Palau de Justícia, edifici on es troba la Cort Suprema.
Al sud de la plaça es troba l'edifici en pedra d'estil neoclàssic del Capitoli Nacional, seu del Congrés de la República. Aquest es va començar a construir en 1848, en el mateix lloc on 62 anys abans va ser destruït el palau virreinal per un incendi. A causa de la inestabilitat política del país, el Capitoli només es va poder concloure en 1926, 78 anys després d'iniciar les seves obres.
A l'oest de la plaça es troba el Palau Liévano, una construcció d'estil "renaixement francès" dissenyada per l'arquitecte Gastón Lelarge, que és actualment la seu de l'Alcaldia Major de Bogotà. Anteriorment en aquest lloc es trobaven les Galeries Arrubla, on es disposaven locals comercials, però van ser destruïdes per un incendi el 20 de maig de 1900.
A l'est de la plaça se situa la Catedral de Bogotà construïda ens 1807 i 1823 i al costat d'aquesta la Capella del Sagrari construïda a la fi del segle xvii. Al costat dret d'aquestes construccions està el Palau Arquebisbal, construït entre 1952 i 1959 per reemplaçar l'antic palau, destruït a l'abril de 1948 durant el Bogotazo.
Al nord-est es troba la Casa del Florer, seu del Museu del 20 de juliol, en la qual va ocórrer el Crit d'Independència el 20 de juliol de 1810, esdeveniment en el qual es va generar el moviment independentista del règim espanyol a Colòmbia.
A la cantonada sud-est està situat el Col·legi Major de Sant Bartolomé, institució educativa fundada pelsJesuïtes en 1604. A la placeta de Camilo Torres es recorda el lloc on van ser executats diversos revolucionaris durant la reconquesta espanyola de 1816.

Vista panoràmica de la Plaça de Bolívar al desembre de 2008.